# Lois Leaver
Lois Leaver, född 14 mars 2002, är en brittisk kanotist som tävlar i kanotslalom. Hennes bror Sam Leaver är också en kanotist.

## Karriär
Vid EM 2025 i Vaires-sur-Marne tog Leaver brons i lagtävlingen i K1 tillsammans med Kimberley Woods och Nikita Setchell.